# جیسون کامینگز
جیسون کامینگز (انگلیسی: Jason Cummings؛ زادهٔ ۱ اوت ۱۹۹۵) بازیکن فوتبال اهل بریتانیا است.
از باشگاه‌هایی که در آن بازی کرده‌است می‌توان به باشگاه فوتبال هیبرنین اشاره کرد.
وی همچنین در تیم‌های ملی فوتبال زیر ۱۹ سال اسکاتلند، زیر ۲۱ سال اسکاتلند، اسکاتلند، و استرالیا بازی کرده‌است.